# HC Villars
HC Villars (celým názvem: Hockey Club Villars) je švýcarský klub ledního hokeje, který sídlí v obci Villars-sur-Ollon v kantonu Vaud. Založen byl v roce 1908. Švýcarským mistrem se stal celkem dvakrát, poslední titul získalo Villars v sezóně 1963/64. Poslední účast v nejvyšší soutěži je datováno k sezóně 1975/76. Od sezóny 2017/18 působí v 1. lize, čtvrté švýcarské nejvyšší soutěži ledního hokeje. Klubové barvy jsou tmavě modrá a bílá.
Své domácí zápasy odehrává v Centre des Sports de Villars s kapacitou 1 500 diváků.

## Historické názvy
Zdroj:
- 1908 – HC Villars (Hockey Club Villars)
- 1926 – fúze s HC Bellerive Vevey ⇒ HC Villars-Bellerive (Hockey Club Villars-Bellerive)
- 192? – HC Villars (Hockey Club Villars)
- 1966 – HC Villars-Champéry (Hockey Club Villars-Champéry)
- 1973 – HC Villars (Hockey Club Villars)

## Získané trofeje
- Championnat / National League A ( 2× )
  - 1962/63, 1963/64

## Přehled ligové účasti
Zdroj:
- 1935–1936: Serie B (3. ligová úroveň ve Švýcarsku)
- 1951–1952: 1. Liga (3. ligová úroveň ve Švýcarsku)
- 1957–1961: 1. Liga (3. ligová úroveň ve Švýcarsku)
- 1961–1962: National League B West (2. ligová úroveň ve Švýcarsku)
- 1962–1966: National League A (1. ligová úroveň ve Švýcarsku)
- 1966–1967: National League B West (2. ligová úroveň ve Švýcarsku)
- 1967–1969: 1. Liga (3. ligová úroveň ve Švýcarsku)
- 1969–1974: National League B West (2. ligová úroveň ve Švýcarsku)
- 1974–1976: National League A (1. ligová úroveň ve Švýcarsku)
- 1976–1982: National League B West (2. ligová úroveň ve Švýcarsku)
- 1982–1983: 1. Liga (3. ligová úroveň ve Švýcarsku)
- 1983–1984: National League B West (2. ligová úroveň ve Švýcarsku)
- 1991–2004: 1. Liga (3. ligová úroveň ve Švýcarsku)
- 2004–2007: 2. Liga (4. ligová úroveň ve Švýcarsku)
- 2007–2014: 1. Liga (3. ligová úroveň ve Švýcarsku)
- 2014–2016: 2. Liga (4. ligová úroveň ve Švýcarsku)
- 2016–2017: 1. Liga (3. ligová úroveň ve Švýcarsku)
- 2017– : 1. Liga (4. ligová úroveň ve Švýcarsku)